# Jozef Wagner (voetballer)
Jos Wagner (Antwerpen, 2 december 1914 - Aartselaar, 8 januari 2007) was een Belgisch voetballer.
Hij was een rasechte Antwerpenaar,in zijn jeugd straatvoetbal spelend,eerst aan de Ossemarkt, daarna op het Kiel. Hij speelde eerst een tijd in de lagere reeksen, onder andere bij Nielse FC. 
In 1937, echter, was FC Antwerp verscheurd door "de rebellen", omwille van onverenigbare meningsverschillen tussen bestuur en bepaalde spelers dewelke vertrokken naar een andere liga. Wagner werd "gespot" en aangetrokken door Antwerp en werd een van de vlot scorende spitsen in de Ere Afdeling en werd topscorer in het seizoen 1938/39 met 31 doelpunten. Zijn "kanon", het harde schot, werd legendarisch. Hij werd één keer geselecteerd voor de Rode Duivels in een officieuze wedstrijd, waarin hij scoorde. Hij speelde toen samen met Raymond Braine. Spijtig genoeg was een verdere carrière bij de Rode Duivels niet weggelegd voor hem omwille van het uitbreken van de Tweede Wereldoorlog. Na het spelen van de noodcompetities bij Antwerp onder de Duitse bezetting in het begin van de jaren 40 ging hij vanaf 1943 zijn geluk beproeven bij voetbalclub UR Namur. In 1943/44 slaagde UR Namur er in zijn reeks te winnen met ruime voorsprong en dwong zo een promotie af. Het volgende seizoen werd door de oorlog verstoord, maar vanaf 1945/46 speelde UR Namur dan voor het eerst in de Tweede Klasse. Aldaar speelde Wagner nog een paar seizoenen, doch zonder een promotie naar de hoogste afdeling te kunnen afdwingen. Hij trok zich rond 1950 terug uit het nationale voetbal en speelde nog ruim 10 jaar in het arbeidersverbond. Hij was vrachtwagenbestuurder en ging na een deugddoende loopbaan in de petroleumsector met pensioen in 1976. Wagner overleed vredig in zijn rustoord op 8 januari 2007.